# Кубок АФК 2021
Кубок АФК 2021 — 18-й розіграш другого за значимістю клубного футбольного турніру Азійської конфедерації футбола (АФК). Титул переможця вдруге здобув бахрейнський Аль-Мухаррак.

## Формат і учасники
В турнірі брали участь 43 клуби із 27 асоціацій. Клуби були розділені на 5 зон: Західна Азія, Центральна Азія, Південна Азія, Східна Азія, АСЕАН.

## Розклад матчів і жеребкувань
| Етап                    | Раунд                   | Дата жеребкування | Дата матчів                              |
| ----------------------- | ----------------------- | ----------------- | ---------------------------------------- |
| Кваліфікаційний плей-оф | Перший попередній раунд | -                 | 7 квітня 2021                            |
| Кваліфікаційний плей-оф | Другий попередній раунд | -                 | 14 квітня 2021                           |
| Кваліфікаційний плей-оф | Раунд плей-оф           | -                 | 15 серпня 2021                           |
| Груповий етап           | 1 тур                   | 27 січня 2021     | 14, 21 травня, 23 червня, 18 серпня 2021 |
| Груповий етап           | 2 тур                   | 27 січня 2021     | 17, 24 травня, 26 червня, 21 серпня 2021 |
| Груповий етап           | 3 тур                   | 27 січня 2021     | 20, 27 травня, 29 червня, 24 серпня 2021 |
| Плей-оф                 | Зональні півфінали      | 27 січня 2021     | 20-21 вересня 2021                       |
| Плей-оф                 | Зональні фінали         | 4 серпня 2021     | 25 серпня, 20 жовтня 2021                |
| Плей-оф                 | Міжзональні півфінали   | 4 серпня 2021     | 21–22 вересня 2021                       |
| Плей-оф                 | Міжзональний фінал      | 4 серпня 2021     | 20 жовтня 2021                           |
| Плей-оф                 | Фінал                   | 4 серпня 2021     | 5 листопада 2021                         |

## Кваліфікаційний плей-оф

### Перший попередній раунд
| Команда 1       | Рахунок       | Команда 2       |
| Південна зона   | Південна зона | Південна зона   |
| --------------- | ------------- | --------------- |
| 7 квітня 2021   |               |                 |
| Непал Армі Клаб | 5:1           | Шрі-Ланка Поліс |
| Іглс            | 2:0           | Тхімпху Сіті    |

### Другий попередній раунд
Через різні причини, пов'язані із пандемією COVID-19 клуби Абахані Лімітед, Чантабулі та Касука були зняті зі змагань. Внаслідок цього від Центральної зони до раунду плей-оф потрапив клуб Іглс, а від зони АСЕАН - клуби Вісаха та Лаленок Юнайтед.
| Команда 1       | Рахунок       | Команда 2       |
| Південна зона   | Південна зона | Південна зона   |
| --------------- | ------------- | --------------- |
| Абахані Лімітед | -:+           | Іглс            |
| 14 квітня 2021  |               |                 |
| Бенгалуру       | 5:0           | Непал Армі Клаб |
| Зона АСЕАН      |               |                 |
| Чантабулі       | -:-           | Касука          |
| Вісаха          | -:+           | Лаленок Юнайтед |

### Раунд плей-оф
Через різні причини, пов'язані із пандемією COVID-19 оманські клуби Аль-Сіб та Ан-Наср, АФК зняли з групового етапу. Тому поєдинок плей-оф між палестинським Марказ Шабаб Аль-Амарі та кувейтським Аль-Кувейт було скасовано, і обидва клуби кваліфікувались бо групового турніру.
Через військовий переворот у М'янмі клуби Шан Юнайтед та Хантавадді Юнайтед були виключені зі змагання. Тому місце у груповому раунді отримали Персіпура Джаяпура та переможці другого попереднього раунду від зони АСЕАН.
| Команда 1              | Рахунок      | Команда 2              |
| Західна зона           | Західна зона | Західна зона           |
| ---------------------- | ------------ | ---------------------- |
| Марказ Шабаб Аль-Амарі | -:+          | Аль-Кувейт             |
| Південна зона          |              |                        |
| 15 серпня 2021         |              |                        |
| Бенгалуру              | 1:0          | Іглс                   |
| Зона АСЕАН             |              |                        |
| Хантавадді Юнайтед     | -:-          | Переможець 2 кв.раунду |
| Персіпура Джаяпура     | -:-          | Переможець 2 кв.раунду |

## Груповий етап

### Група A
| Поз | Команда      | І | В | Н | П | ГЗ | ГП | РГ | О | Кваліфікація               |   | АХЕ | ВАХ | ХІД |
| --- | ------------ | - | - | - | - | -- | -- | -- | - | -------------------------- | - | --- | --- | --- |
| 1   | Аль-Ахед     | 2 | 1 | 1 | 0 | 2  | 1  | +1 | 4 | Вихід у зональні півфінали |   | —   | —   | 2–1 |
| 2   | Аль-Вахда    | 2 | 0 | 2 | 0 | 1  | 1  | 0  | 2 |                            |   | 0–0 | —   | —   |
| 3   | Аль-Хідд (H) | 2 | 0 | 1 | 1 | 2  | 3  | −1 | 1 |                            | — | 1–1 | —   |     |

### Група B
| Поз | Команда       | І | В | Н | П | ГЗ | ГП | РГ | О | Кваліфікація               |   | МУХ | САЛ | АНС | МАР |
| --- | ------------- | - | - | - | - | -- | -- | -- | - | -------------------------- | - | --- | --- | --- | --- |
| 1   | Аль-Мухаррак  | 3 | 2 | 0 | 1 | 6  | 4  | +2 | 6 | Вихід у зональні півфінали |   | —   | —   | —   | 2–3 |
| 2   | Аль-Салт (H)  | 3 | 2 | 0 | 1 | 7  | 2  | +5 | 6 | Вихід у зональні півфінали |   | 0–1 | —   | —   | 5–0 |
| 3   | Аль-Ансар     | 3 | 1 | 0 | 2 | 4  | 5  | −1 | 3 |                            |   | 1–3 | 1–2 | —   | —   |
| 4   | Марказ Балата | 3 | 1 | 0 | 2 | 3  | 9  | −6 | 3 |                            | — | —   | 0–2 | —   |     |

### Група C
| Поз | Команда                | І | В | Н | П | ГЗ | ГП | РГ | О | Кваліфікація               |     | КУВ | ФАЙ | ТІШ | МАР |
| --- | ---------------------- | - | - | - | - | -- | -- | -- | - | -------------------------- | --- | --- | --- | --- | --- |
| 1   | Ель-Кувейт             | 3 | 2 | 1 | 0 | 8  | 4  | +4 | 7 | Вихід у зональні півфінали |     | —   | —   | —   | 4–1 |
| 2   | Аль-Файсалі (H)        | 3 | 2 | 0 | 1 | 3  | 1  | +2 | 6 |                            |     | 0–1 | —   | 1–0 | —   |
| 3   | Тішрін                 | 3 | 1 | 1 | 1 | 8  | 5  | +3 | 4 |                            | 3–3 | —   | —   | 5–1 |     |
| 4   | Марказ Шабаб Аль-Амарі | 3 | 0 | 0 | 3 | 2  | 11 | −9 | 0 |                            | —   | 0–2 | —   | —   |     |

### Група D
| Поз | Команда         | І | В | Н | П | ГЗ | ГП | РГ | О | Кваліфікація                  |     | МОХ | БАШ | БЕН | МАЗ |
| --- | --------------- | - | - | - | - | -- | -- | -- | - | ----------------------------- | --- | --- | --- | --- | --- |
| 1   | АТК Мохун Баган | 3 | 2 | 1 | 0 | 6  | 2  | +4 | 7 | Вихід у міжзональні півфінали |     | —   | 1–1 | 2–0 | —   |
| 2   | Башудхара Кінгз | 3 | 1 | 2 | 0 | 3  | 1  | +2 | 5 |                               |     | —   | —   | —   | 2–0 |
| 3   | Бенгалуру       | 3 | 1 | 1 | 1 | 6  | 4  | +2 | 4 |                               | —   | 0–0 | —   | —   |     |
| 4   | Мазія (H)       | 3 | 0 | 0 | 3 | 3  | 11 | −8 | 0 |                               | 1–3 | —   | 2–6 | —   |     |

### Група E
| Поз | Команда    | І | В | Н | П | ГЗ | ГП | РГ | О | Кваліфікація            |   | АХА | ДОР | РАВ |
| --- | ---------- | - | - | - | - | -- | -- | -- | - | ----------------------- | - | --- | --- | --- |
| 1   | Ахал       | 2 | 2 | 0 | 0 | 5  | 1  | +4 | 6 | Вихід у зональні фінали |   | —   | —   | 3–1 |
| 2   | Дордой (H) | 2 | 1 | 0 | 1 | 3  | 2  | +1 | 3 |                         |   | 0–2 | —   | —   |
| 3   | Равшан     | 2 | 0 | 0 | 2 | 1  | 6  | −5 | 0 |                         | — | 0–3 | —   |     |

### Група F
| Поз | Команда     | І | В | Н | П | ГЗ | ГП | РГ | О | Кваліфікація            |     | НАС | АЛТ | ХУД | АЛА |
| --- | ----------- | - | - | - | - | -- | -- | -- | - | ----------------------- | --- | --- | --- | --- | --- |
| 1   | Насаф       | 3 | 3 | 0 | 0 | 9  | 0  | +9 | 9 | Вихід у зональні фінали |     | —   | 2–0 | —   | 4–0 |
| 2   | Алтин Асир  | 3 | 1 | 1 | 1 | 7  | 8  | −1 | 4 |                         |     | —   | —   | 2–2 | —   |
| 3   | Худжанд (H) | 3 | 1 | 1 | 1 | 4  | 5  | −1 | 4 |                         | 0–3 | —   | —   | 2–0 |     |
| 4   | Алай        | 3 | 0 | 0 | 3 | 4  | 11 | −7 | 0 |                         | —   | 4–5 | —   | —   |     |

### Група G
Через різні причини, пов'язані із пандемією COVID-19, та військовий переворот у М'янмі АФК скасувало проведення змагання у зоні АСЕАН.
| Поз | Команда                 | І | В | Н | П | ГЗ | ГП | РГ | О |  |    | ХАН | БАЛ | БОУ | G4 |
| --- | ----------------------- | - | - | - | - | -- | -- | -- | - |  | -- | --- | --- | --- | -- |
| 1   | Ханой T&T               | 0 | 0 | 0 | 0 | 0  | 0  | 0  | 0 |  |    | —   | --  | —   | -- |
| 2   | Балі Юнайтед            | 0 | 0 | 0 | 0 | 0  | 0  | 0  | 0 |  |    | —   | —   | --  | —  |
| 3   | Боунг Кет Ангкор        | 0 | 0 | 0 | 0 | 0  | 0  | 0  | 0 |  | -- | —   | —   | --  |    |
| 4   | Переможець кваліфікації | 0 | 0 | 0 | 0 | 0  | 0  | 0  | 0 |  | —  | --  | —   | —   |    |

### Група H
Через різні причини, пов'язані із пандемією COVID-19, та військовий переворот у М'янмі АФК скасувало проведення змагання у зоні АСЕАН.
| Поз | Команда            | І | В | Н | П | ГЗ | ГП | РГ | О |  |    | КЕД | ЛАЙ | САЙ | ПЕР |
| --- | ------------------ | - | - | - | - | -- | -- | -- | - |  | -- | --- | --- | --- | --- |
| 1   | Кедах Дарул Аман   | 0 | 0 | 0 | 0 | 0  | 0  | 0  | 0 |  |    | —   | --  | —   | --  |
| 2   | Лайон Сіті Сейлорс | 0 | 0 | 0 | 0 | 0  | 0  | 0  | 0 |  |    | —   | —   | --  | —   |
| 3   | Сайгон             | 0 | 0 | 0 | 0 | 0  | 0  | 0  | 0 |  | -- | —   | —   | --  |     |
| 4   | Персіпура Джаяпура | 0 | 0 | 0 | 0 | 0  | 0  | 0  | 0 |  | —  | --  | —   | —   |     |

### Група I
Через різні причини, пов'язані із пандемією COVID-19, та військовий переворот у М'янмі АФК скасувало проведення змагання у зоні АСЕАН.
| Поз | Команда         | І | В | Н | П | ГЗ | ГП | РГ | О |  |    | ВІС | ЛАЛ | ТЕР | ГЕЙ |
| --- | --------------- | - | - | - | - | -- | -- | -- | - |  | -- | --- | --- | --- | --- |
| 1   | Вісаха          | 0 | 0 | 0 | 0 | 0  | 0  | 0  | 0 |  |    | —   | --  | —   | --  |
| 2   | Лаленок Юнайтед | 0 | 0 | 0 | 0 | 0  | 0  | 0  | 0 |  |    | —   | —   | --  | —   |
| 3   | Теренггану      | 0 | 0 | 0 | 0 | 0  | 0  | 0  | 0 |  | -- | —   | —   | --  |     |
| 4   | Гейланг Юнайтед | 0 | 0 | 0 | 0 | 0  | 0  | 0  | 0 |  | —  | --  | —   | —   |     |

### Група J
| Поз | Команда      | І | В | Н | П | ГЗ | ГП | РГ | О | Кваліфікація               |     | ЛІ  | ІСТ | ТАЙ | АТЛ |
| --- | ------------ | - | - | - | - | -- | -- | -- | - | -------------------------- | --- | --- | --- | --- | --- |
| 1   | Лі Мен (H)   | 3 | 3 | 0 | 0 | 10 | 2  | +8 | 9 | Вихід у міжзональні фінали |     | —   | —   | 4–1 | —   |
| 2   | Істерн (H)   | 3 | 2 | 0 | 1 | 2  | 1  | +1 | 6 |                            |     | 0–1 | —   | 1–0 | —   |
| 3   | Тайнань Сіті | 3 | 1 | 0 | 2 | 4  | 5  | −1 | 3 |                            | —   | —   | —   | 3–0 |     |
| 4   | Атлетік 220  | 3 | 0 | 0 | 3 | 1  | 9  | −8 | 0 |                            | 1–5 | 0–1 | —   | —   |     |

## Плей-оф

### Зональні півфінали
Рішенням АФК змагання у зоні АСЕАН було скасовано.
| Команда 1       | Рахунок      | Команда 2    |
| Західна зона    | Західна зона | Західна зона |
| --------------- | ------------ | ------------ |
| 20 вересня 2021 |              |              |
| Аль-Мухаррак    | 3:0          | Аль-Ахед     |
| 21 вересня 2021 |              |              |
| Ель-Кувейт      | 2:0          | Аль-Салт     |

### Зональні фінали
Рішенням АФК змагання у зоні АСЕАН було скасовано.
| Команда 1      | Рахунок      | Команда 2    |
| Західна зона   | Західна зона | Західна зона |
| -------------- | ------------ | ------------ |
| 20 жовтня 2021 |              |              |
| Аль-Мухаррак   | 2:0          | Ель-Кувейт   |
| Південна зона  |              |              |
| 25 серпня 2021 |              |              |
| Насаф          | 3:2          | Ахал         |

### Міжзональні півфінали
У міжзональних півфіналах зустрічаються клуби із Південної, Центральної, Східної зон та зони АСЕАН. Оскільки рішенням АФК змагання у зоні АСЕАН було скасовано, клуб із східної зони автоматично, пройшов до міжзонального фіналу.
| Команда 1       | Рахунок | Команда 2       |
| --------------- | ------- | --------------- |
| 22 вересня 2021 |         |                 |
| Насаф           | 6:0     | АТК Мохун Баган |

### Міжзональний фінал
| Команда 1      | Рахунок | Команда 2 |
| -------------- | ------- | --------- |
| 20 жовтня 2021 |         |           |
| Насаф          | 3:2 дч  | Лі Мен    |

### Фінал
| 5 листопада 2021 18:00 (EEST) |

| Аль-Мухаррак                        | 2:0      | Насаф |
| ----------------------------------- | -------- | ----- |
| Аль-Марді 2' Джамел 57' Каріока 57' | Протокол |       |

| Аль Мухаррак Стедіум, Арад Глядачів: 9 060 Арбітр: Ко Хйон Чин |